# Myrteta tripunctaria
Myrteta tripunctaria là một loài bướm đêm trong họ Geometridae.